# Karl von Schwartz (Theologe, 1873)

Karl von Schwartz, Foto (1917)

Karl August von Schwartz (* 1. November 1873 in Erkerode; † 30. Januar 1943 in Braunschweig) war ein deutscher evangelisch-lutherischer Pfarrer und Domprediger.

## Herkunft
Karl von Schwartz entstammte einer Braunschweiger Pfarrersfamilie. Seine Eltern waren der Direktor der Leipziger Mission Karl von Schwartz (1847–1923) und dessen Ehefrau Dorothea Maria Magdalen Schirks (* 1842). Sein Bruder Christian Klemens Ferdinand (1873–1944) war Jurist, seine Schwester Lydia Cäciele Agnes (* 26. August 1880) mit dem Theologen Johannes von Walter (1876–1940) heiratet.
Sein Vater war bis 1883 Pfarrer in Erkerode, nachfolgend Superintendent in Cremlingen, dann Missionsdirektor und Pfarrer in Querum.

## Leben
Karl besuchte das Evangelisch Stiftische Gymnasium Gütersloh, wo er 1892 die Reifeprüfung ablegte. Anschließend studierte Karl von Schwartz evangelische Theologie  in Leipzig und Erlangen. Nach der Ordination trat er im Jahr 1900 eine Pfarrstelle in Bodenburg an, das seinerzeit zum Herzogtum Braunschweig gehörte. Anschließend war er von 1908 bis 1933 Domprediger am Braunschweiger Dom und zugleich Propst des Klosters Marienberg. Zu den Höhepunkten seiner frühen Amtstätigkeit gehören der Einzug des Herzogspaares Ernst August und Viktoria Luise sowie die Taufe deren Sohnes Ernst August in Gegenwart Kaiser Wilhelms II. im Braunschweiger Dom. Zur Zeit des Ersten Weltkriegs gehörte er laut Dietrich Kuessner zu den „vergleichsweise zurückhaltenden patriotischen Predigern der Landeskirche“.
Während der Weimarer Republik war von Schwartz, wie auch seine braunschweigischen Amtskollegen Heinrich Lachmund und Ottmar Palmer, Mitglied der Deutschnationalen Volkspartei (DNVP). Gemeinsam mit Lachmund gab von Schwartz von 1927 bis 1941 die Kirchenzeitung Ruf und Rüstung – Braunschweiger Blätter zum kirchlichen Aufbau im Geiste Luthers heraus. Das Blatt war das Organ der kirchlichen Rechten und wurde in der Verlagsbuchhandlung Hellmuth Wollermann am Bohlweg in Braunschweig gedruckt. Von Schwartz veröffentlichte darin Predigten, theologische Aufsätze und zeitkritische Artikel. Er war von 1930 bis 1933 Mitglied des Landeskirchentages. Gemeinsam mit Heinrich Lachmund gehörte er zur Zeit des Nationalsozialismus im November 1933 zu den Mitbegründern des Braunschweiger Pfarrernotbundes. Sein Sohn, der Eilumer Pfarrer Karl Adolf von Schwartz (1907–1994), wurde später Vorsitzender des Pfarrernotbundes. Aufgrund seines öffentlichen Protests gegen die deutsch-christliche Kirchenpolitik des neuen Landesbischofs Wilhelm Beye wurde Karl von Schwartz von diesem 1934 vom Dienst suspendiert. Dessen Nachfolger Helmuth Johnsen hob die Strafe 1935 auf und setzte von Schwartz als Pfarrer an der Braunschweiger Brüdernkirche ein, da der Braunschweiger Dom von den Nationalsozialisten zur nationalen Weihestätte umgewidmet und umgebaut werden sollte. Von Schwartz wurde mehrfach von der Gestapo vorgeladen und während des Zweiten Weltkriegs mit Reichsredeverbot belegt. Er wurde 1942 gegen seinen Willen in den Ruhestand versetzt. Von Schwartz wohnte zuletzt in der Roonstraße in Braunschweig. Er starb im Januar 1943 im Alter von 69 Jahren und wurde auf dem Domfriedhof in Braunschweig begraben.
Laut Dietrich Kuessner zählt von Schwartz zu den „hervorragenden theologischen Köpfen der Braunschweiger Landeskirche in der ersten Hälfte des 20. Jahrhunderts.“

## Familie
Karl von Schwartz heiratete 1901 in Gütersloh Emma von Schell (1876–1951), die jüngste Tochter des ehemaligen Gütersloher Bürgermeisters Louis von Schell (1818–1890). Sie hatten drei Kinder:
- Ursula (1906–1994), Heimleiterin
- Karl Adolf (1907–1994), Probst
- Gerhard (1911–1982), Kirchenmusikdirektor

## Schriften (Auswahl)
- Die Geduld Christi. Braunschweig 1915.
- Aber das Wort unseres Gottes bleibt ewiglich – 27 Predigten aus bewegten Tagen, 1934.
- Gottes Wort an Gottes Volk. Ein Jahrgang Predigten, Braunschweig 1934.